# Perštejn (nádraží)
Perštejn je železniční stanice, která se nachází v katastrálním území Okounov v okrese Chomutov. Leží v km 151,650 dvoukolejné elektrizované trati Chomutov–Cheb (25 kV, 50 Hz AC). 

## Historie
Staniční budova byla otevřena v rámci budování trati z Prahy přes Kladno a Rakovník do Chebu v rámci projektu propojení kladenské a severočeské důlní oblasti, financovaného a provozovaného soukromou společností Buštěhradská dráha (BEB). Dne 9. listopadu 1871 byl s místním nádražím uveden do provozu celý nový úsek trasy z Března přes Prunéřov do Ostrova, o měsíc později byla zahájena doprava do Karlových Varů, odkud mohly vlaky pokračovat po již hotovém úseku až do Chebu.
Po zestátnění Buštěhradské dráhy k 1. lednu 1923 správu přebraly Československé státní dráhy.  Druhá kolej byla postavena v roce 1930. Úsek trati Karlovy Vary – Kadaň byl elektrizován v letech 2004–2006.

## Popis

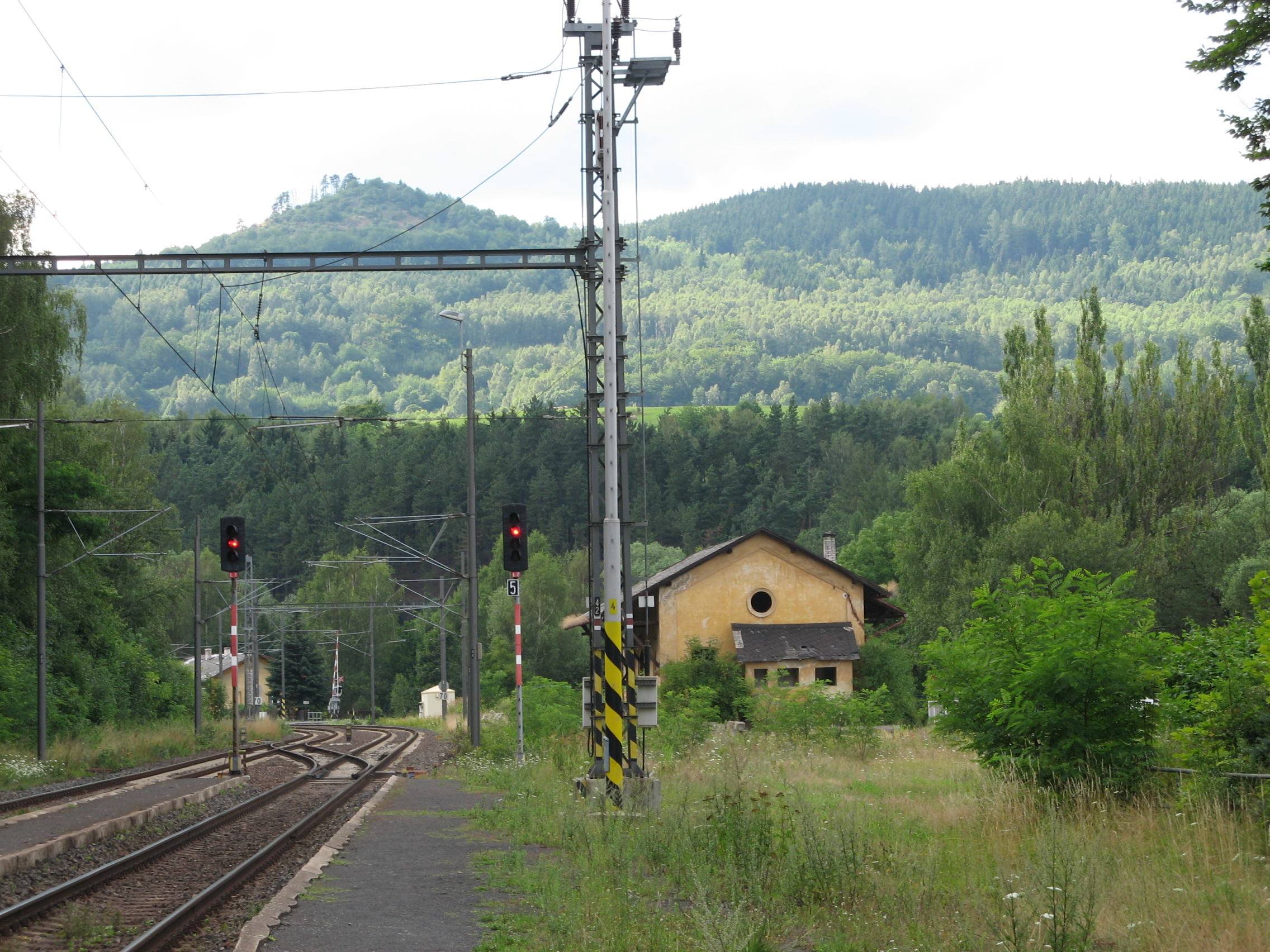
V pozadí budova skladiště na parcele číslo 55

Ve stanici byla postavena výpravní budova, sklad a typizovaný bytový dům. Ve stanici bylo pět průběžných a několik kusých kolejí. V rámci elektrizace trati byly ve stanici ponechány dvě průběžné koleje a kolej č. 4 byla změněna na kusou o délce 200 m. Nástupiště jsou dvě úrovňová jednotranná o délce 168 m, u budovy je u koleje č. 2 zřízeno vnější nástupiště č. 1, následuje vnitřní nástupiště č. 2 u koleje č. 1, pro příchod na toto nástupiště slouží přechody přes kolej č. 2. Na strážském záhlaví stanice je v km 151,943 železniční přejezd P75 se silnicí III/1988.

### Výpravní budova
Výpravní budova byla postavena podle typizovaných plánů pro výpravní budovy 2. třídy, jejich autorem je Josef Chvála, inženýr stavební kanceláře BEB.  Výpravna byla postavena jako přízemní budova s devíti okenními osami a středím rizalitem krytá sedlovou střechou. Ve výpravní budově byly dvě kanceláře a dvě čekárny. Větší čekárna pro cestující třetí a čtvrté třídy, menší pro cestující první a druhé třídy.